# ストックホルム市立図書館
ストックホルム市立図書館（ストックホルムしりつとしょかん、スウェーデン語: Stockholms stadsbibliotek）は、スウェーデン・ストックホルムにある図書館。設計はグンナール・アスプルンド。1910年代から1930年にかけての北欧新古典主義を代表する作品であり、続く時代の北欧モダニズム建築への架け橋となった作品である。建物内の広い中心部フロアは吹き抜けの円柱型をしており、360度書架を見渡すことができる。
図書200万冊、その他も含めて440万点を所蔵している。図書館としての年間予算は約1億1000万スウェーデン・クローナ（約1億3470万ドル）。

## 建築
建築家のグンナール・アスプルンドはストックホルム市から依頼されて公共図書館の建築設計競技（コンペ）を策定していたが、結果的にはアスプルンド自身が設計を行うこととなった。彼は外装や内装以外にも、館内のインテリアデザインも手掛けた。また、この過程でアスプルンドはアメリカ合衆国を訪れ、アメリカ合衆国にある最先端の公共図書館建築を見学している。当初の案はエティエンヌ・ルイ・ブーレーを想起させる半球形のドームだったが、やがて高い円筒形に変更された。主入口の扉の取っ手は、リンゴを持ったアダムとイブの青銅像である。アスプルンドが手掛けたリステール州裁判所（1917-1921）でも直方体の中に円形が収められた構造が用いられている。

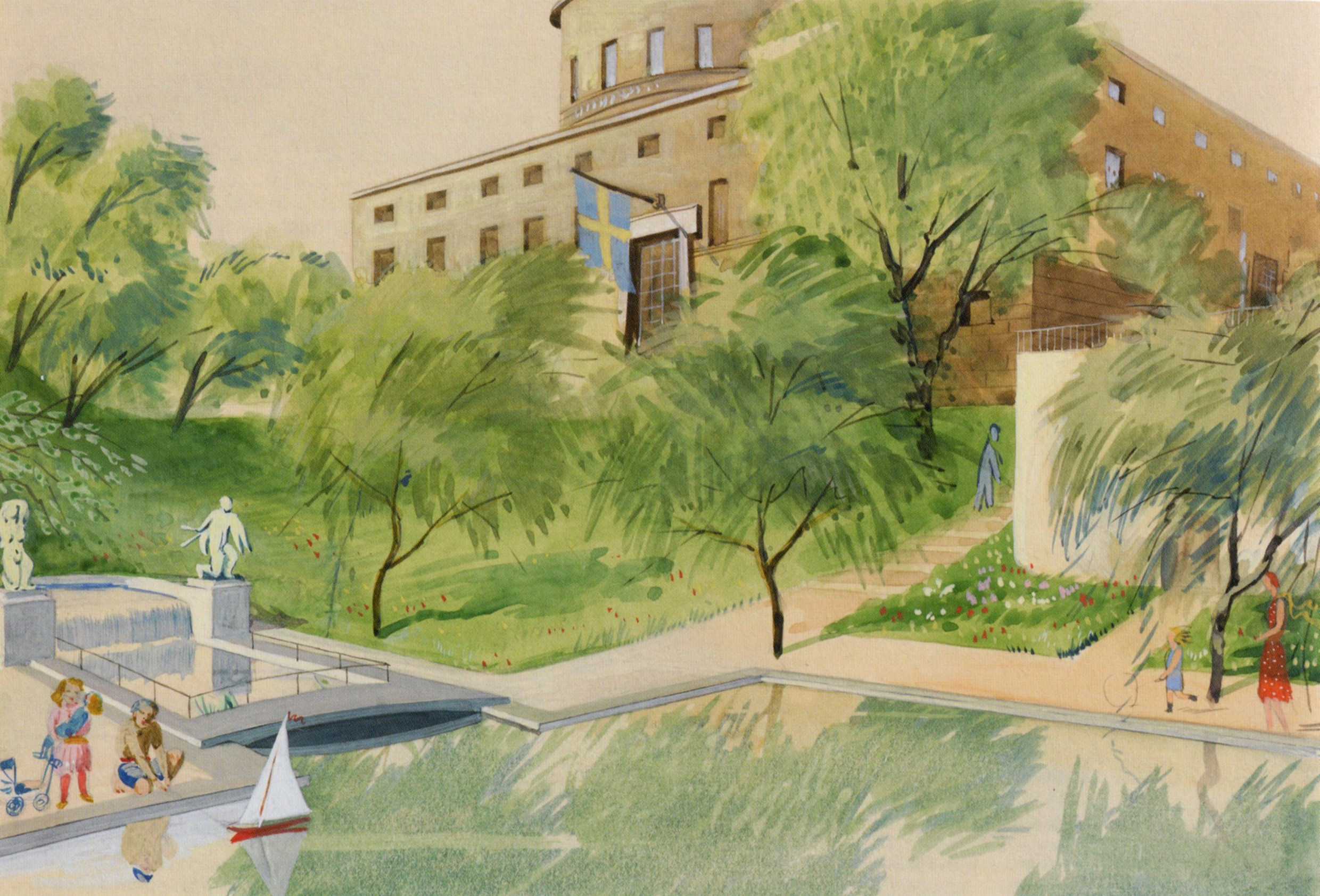
図書館と公園のイラスト（1931年）

ストックホルム市立図書館はオーデンガータン通りとスヴェアヴェーゲン通りの交差部にある公園の一角にあり、この公園の中央部にあるオブセルヴァトリー丘の裾の、L字型の敷地が図書館に割り当てられた。この地区の賑わいの核となる公共施設として、1920年から1928年にかけて図書館が建設され、1928年から1931年にかけて増築された。初期の計画案にあった玄関のオーダーがつくられることはなかった。増築された閲覧室の窓・床スラブ・螺旋階段などは、すでに北欧モダニズムの表現となっている。丘の裾の傾斜地にあるため、オーデンガータン通りから図書館入口までは階段であり、スヴェアヴェーゲン通りから図書館入口までは広い斜路となっている。

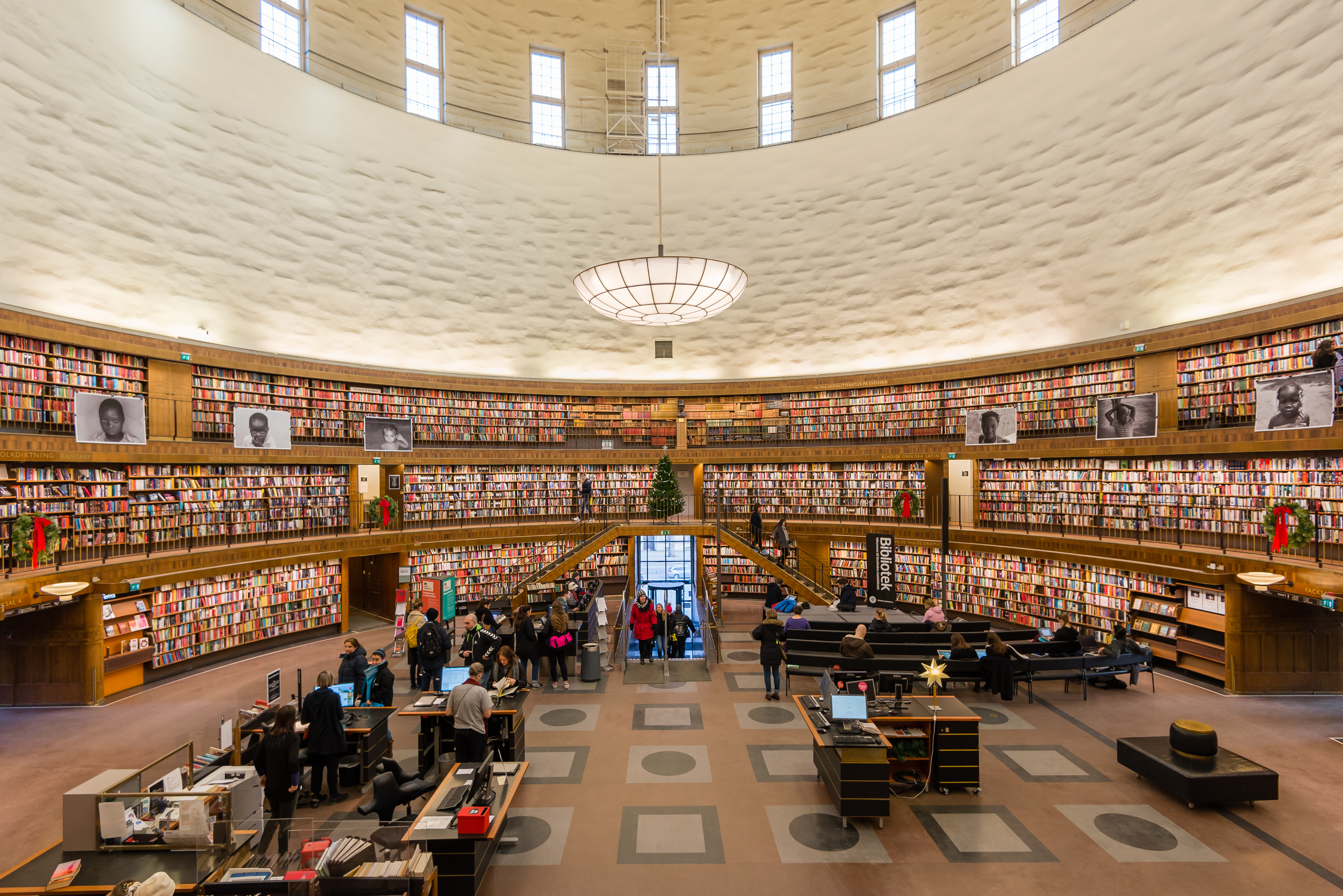
円筒形の中央閲覧室

図書館の設計はストックホルム市から依頼されたものだが、アスプルンドは図書館がある公園の設計競技に応募して入選したため、1927年から1935年にかけて公園自体の計画も担当している。外壁や入口ホールなどの要所にレリーフが飾られている。入館した来訪者はまず玄関部分の広い階段を上り、いちど狭く暗い空間を経てから、明るい大空間の中央閲覧室に足を踏み入れる。北欧の図書館の慣例として児童図書室が併設されている。
円筒形を囲む直方体部分は、当初は奥がひらいた「コ」の字型となっていたが、1928年から1935年の増築で「ロ」の字型となった。中央部には巨大な円筒形の中央閲覧室があり、その周囲の直方体部分に諸施設が配置されている。建物内部の黒い壁面には古代エジプト文様のレリーフが施されている。吹き抜けの大空間は360度が書架に囲まれている。上部の窓からは自然光が差し込み、天井からつりさげられたペンダントライトからはオレンジ色の光が注いでいる。乳白色の壁面には凹凸のあるテクスチャーが浮かび上がる。
「知識の壁」と呼ばれる書架は3層になっている。中央のホールには貸出カウンターなどがある。「知識の壁」がある円柱状のホール以外には、静かに読書するスタディルームや、児童図書室などが直方体の空間にある。
後にフィンランドのアルヴァ・アールトが設計した多くの図書館建築にも影響を与えている。

## 利用案内
利用者は専用の図書カードと書籍のバーコードを読み込むことで、係員を通さずとも貸出が可能。
- アクセス[8]

ブロンマ空港から車で30分
ストックホルム中央駅から徒歩20分
ストックホルム地下鉄グリーン線オーデンガータン駅もしくはRådmansgatan駅下車後徒歩3分
- 開館時間[8]

月曜から木曜 : 9時-21時
金曜 : 9時-19時
土日 : 12時-16時

## ギャラリー
外部

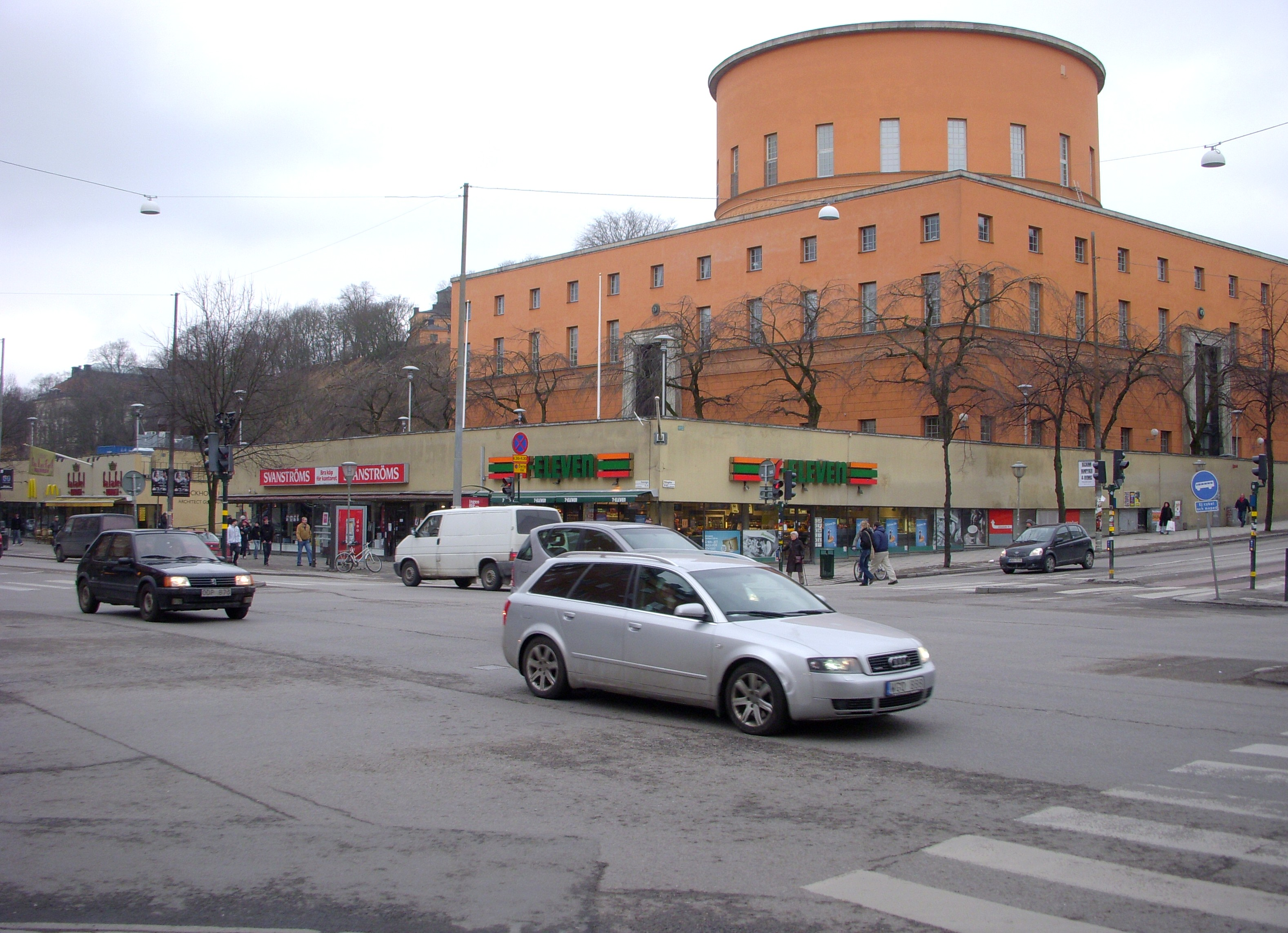
オーデンガータン通りとスヴェアヴェーゲン通りの交差点と建物
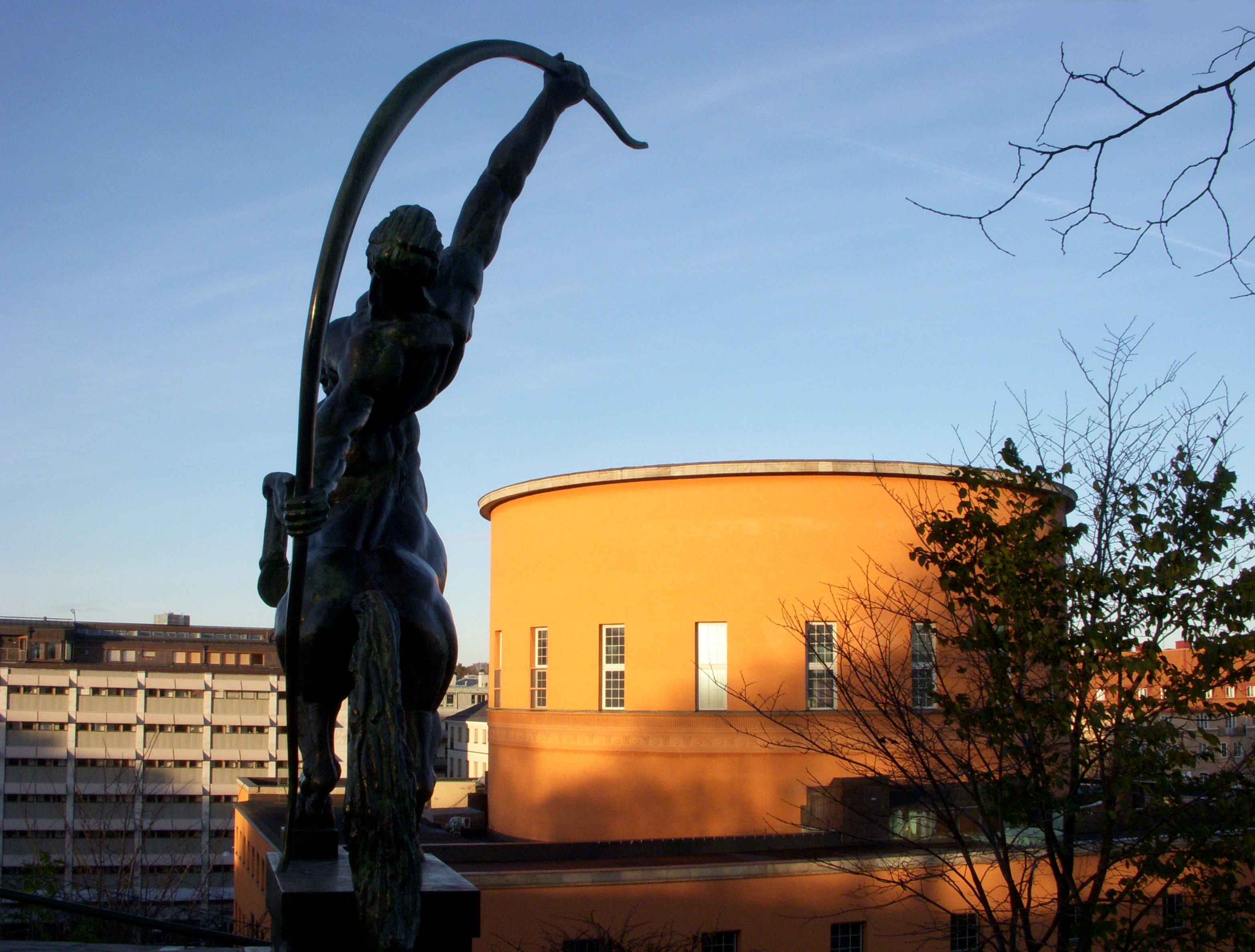
Sigrid Fridmanによる彫刻作品
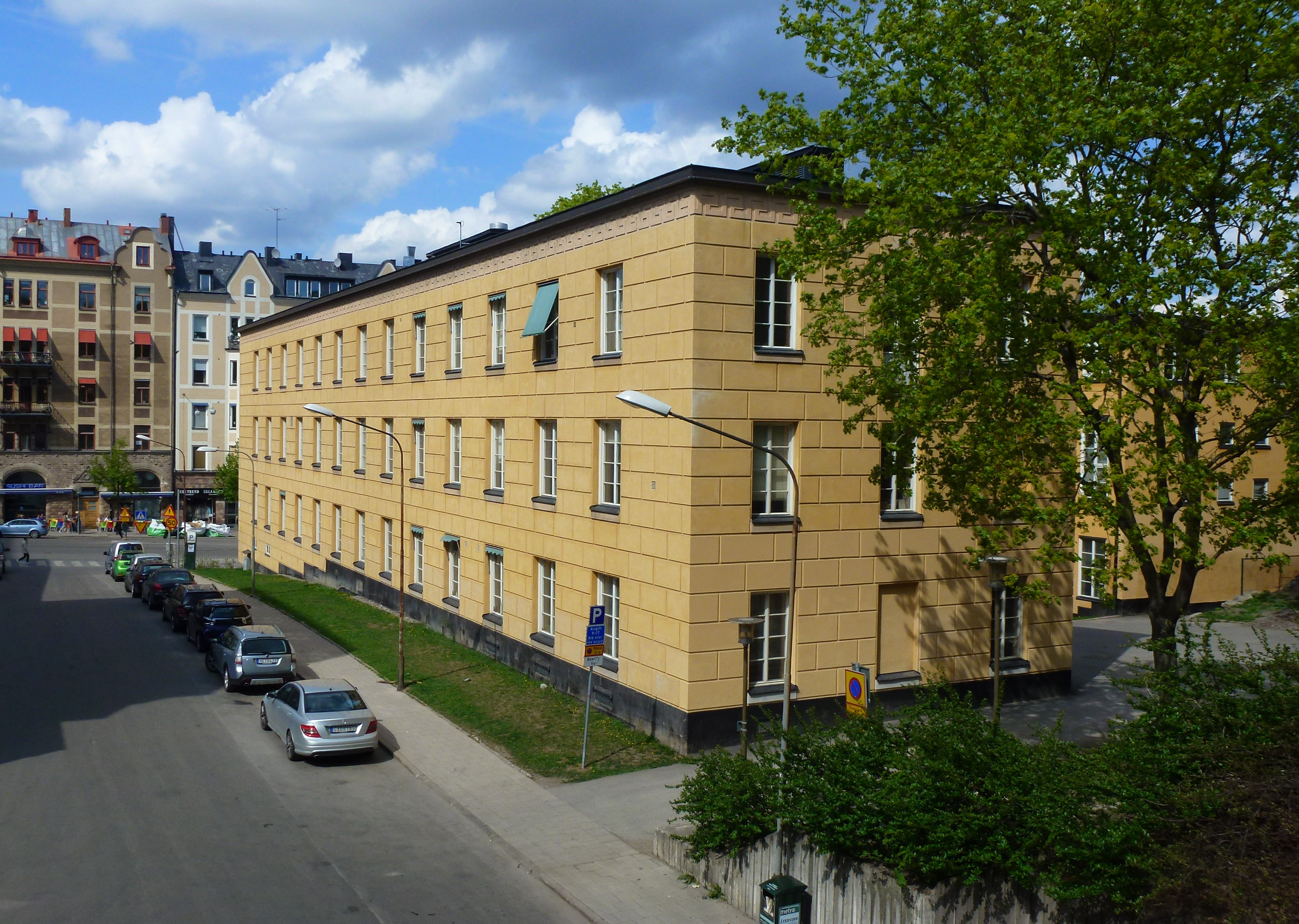
オーデンガータン通りと建物

内部

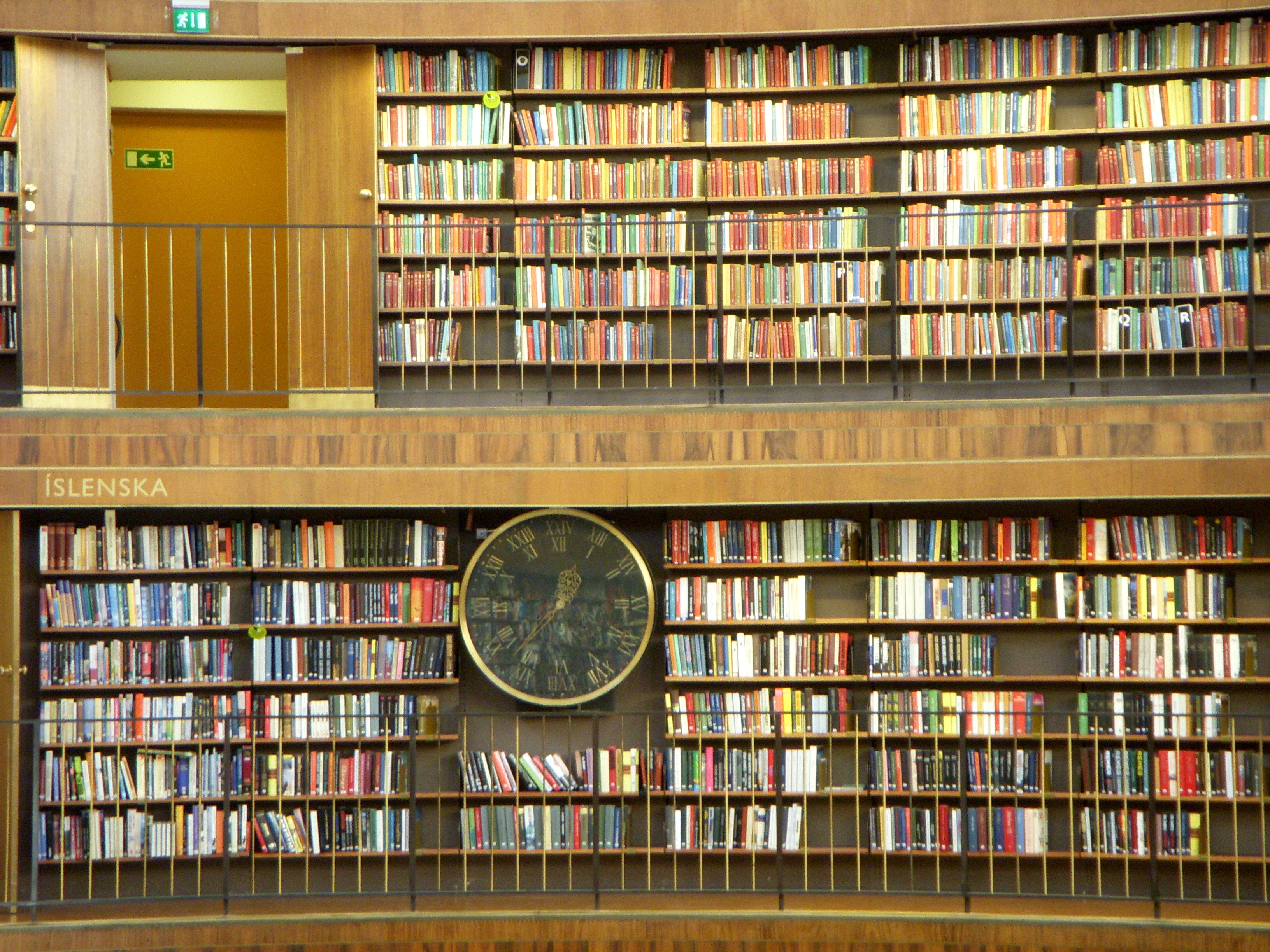
正面から見た中央閲覧室の書架
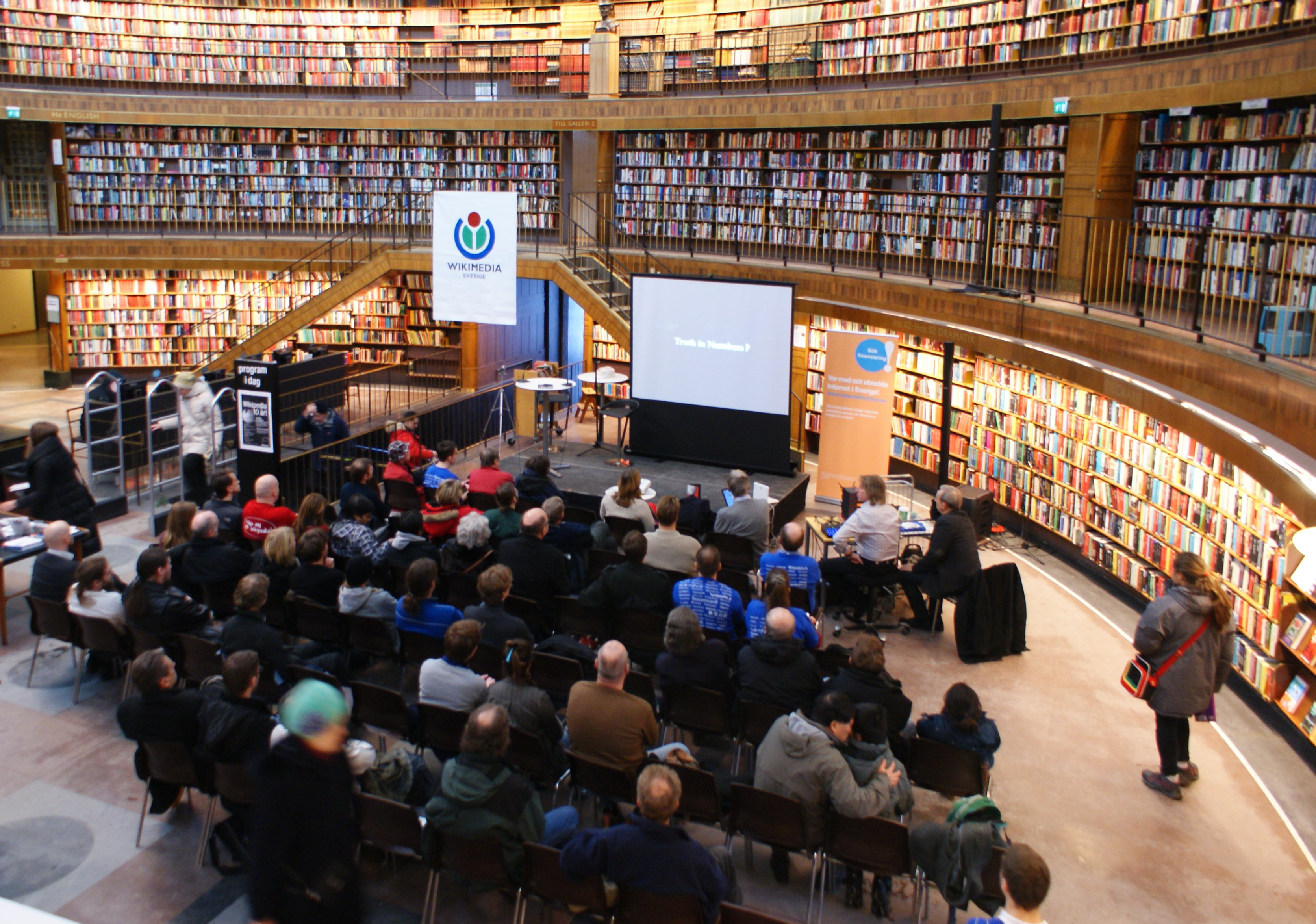
Wikimedia Sverigeのイベント時の中央閲覧室
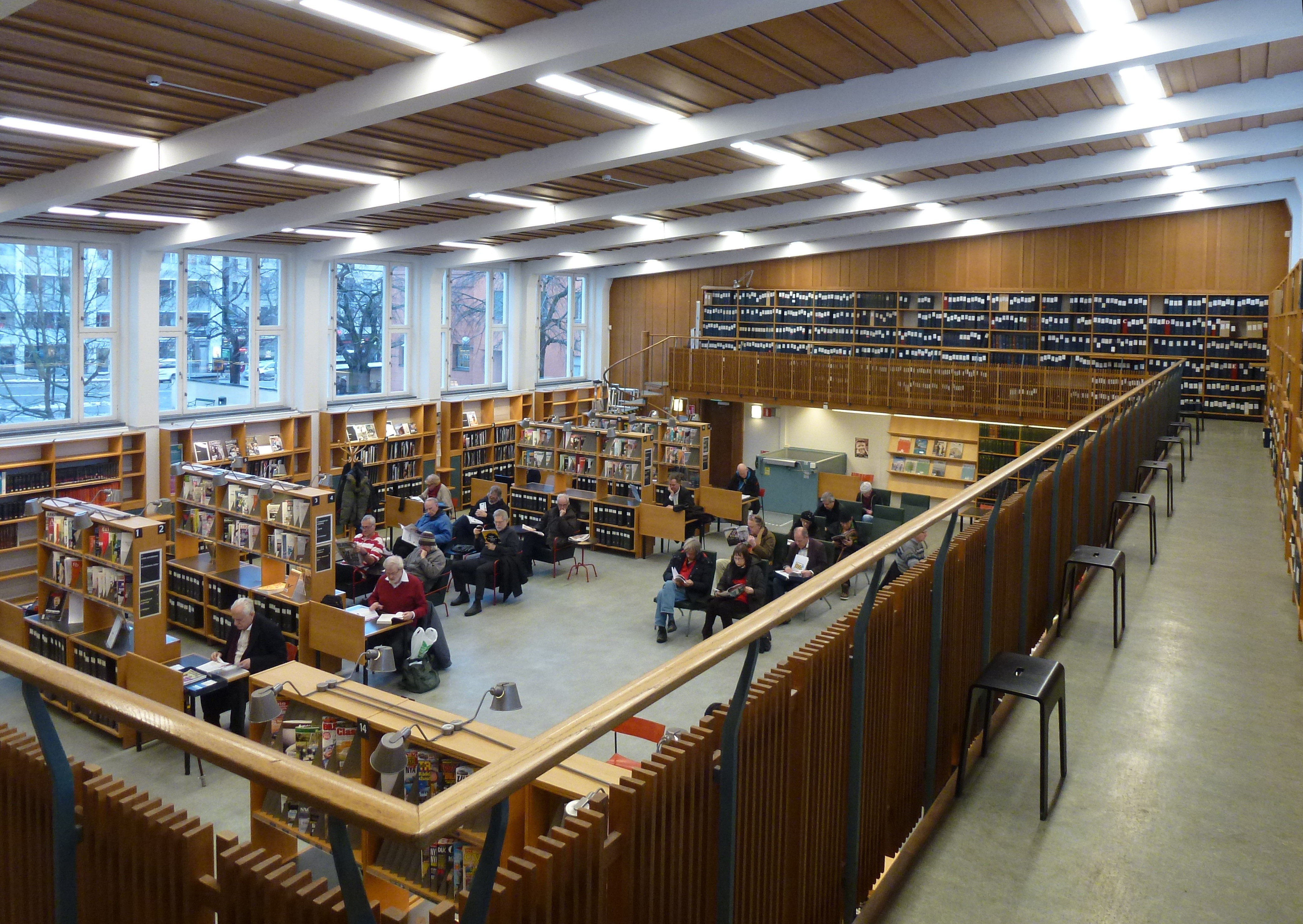
新聞雑誌閲覧室

ディテール

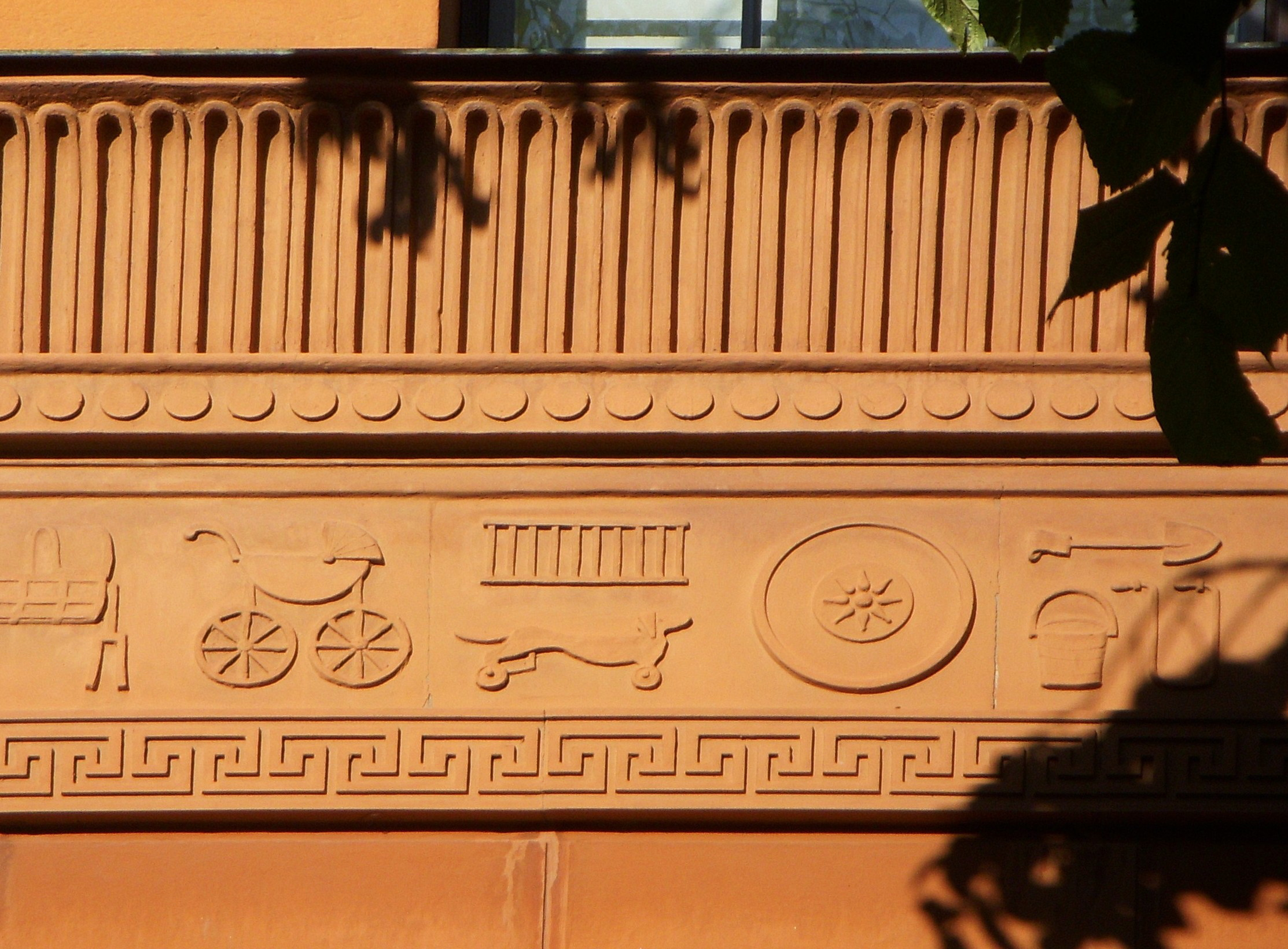
ファサードに刻まれたレリーフ
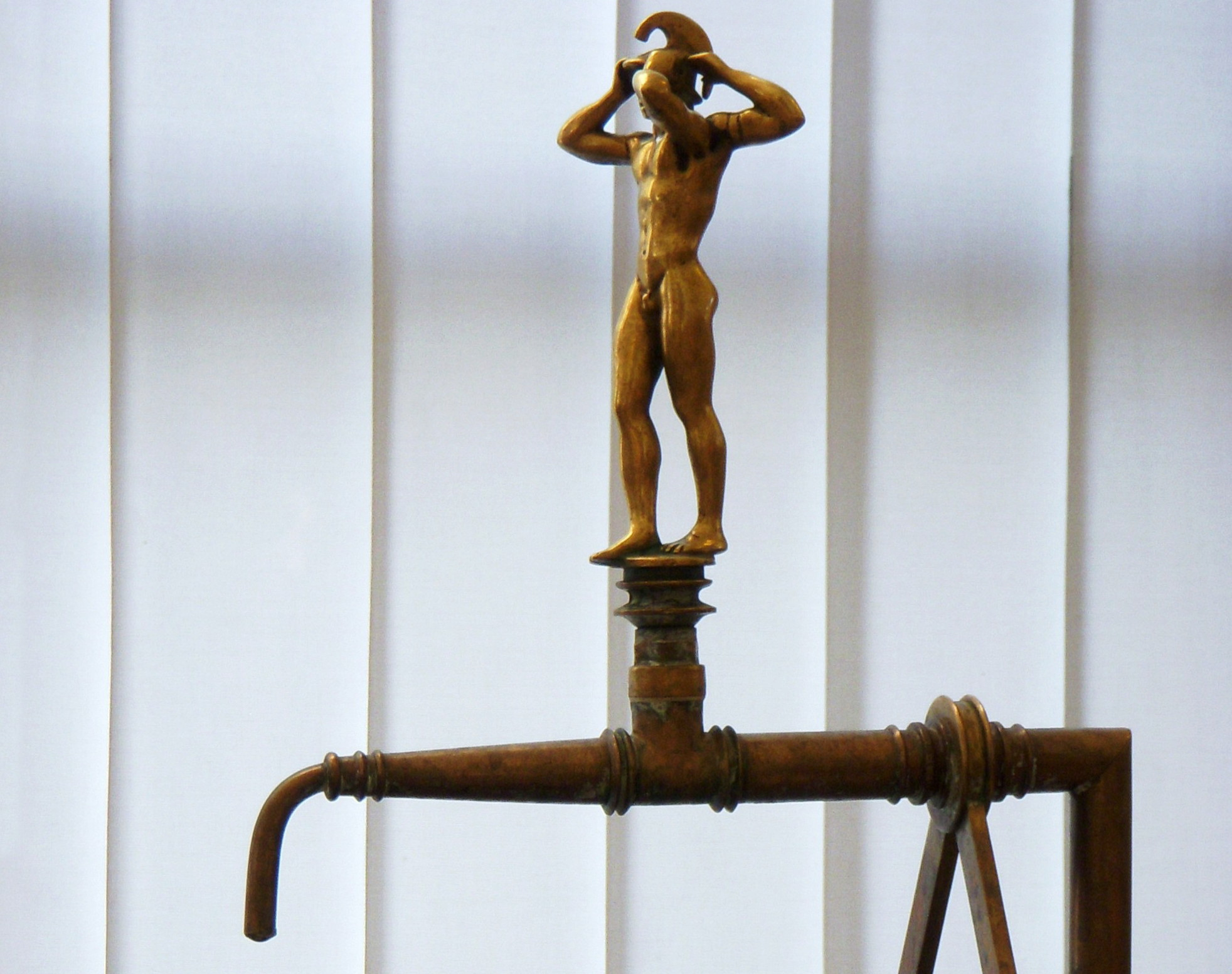
蛇口の取っ手部分の銅像
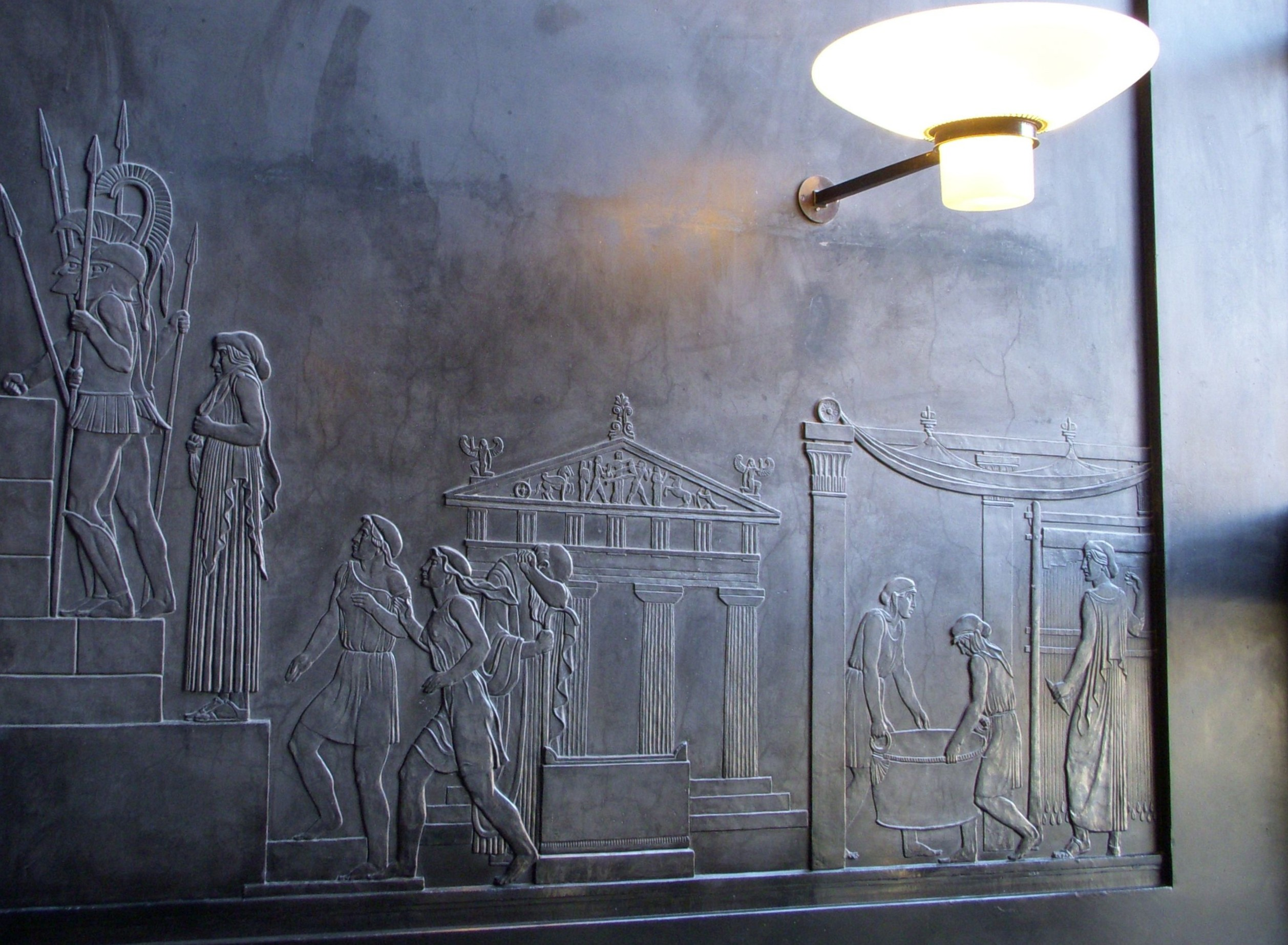
Ivar Johnssonによるレリーフ
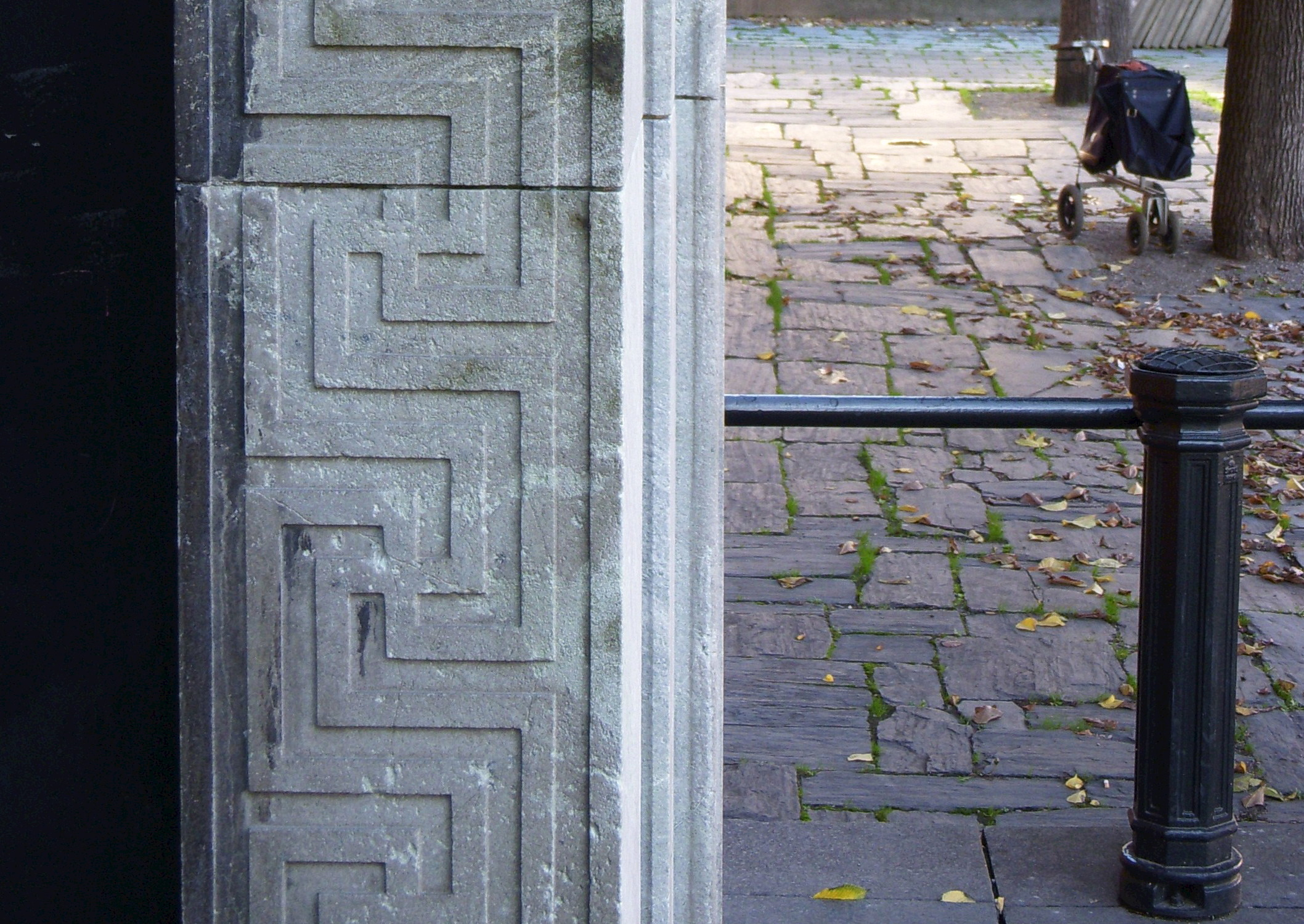
石造のレリーフ

## ストックホルム市立図書館の一覧
組織としてのストックホルム市立図書館は40の建物で構成されており、うち一つが「ストックホルム市立図書館」として知られるグンナール・アスプルンド設計の建物である。全館で約430人が働いている。
| - 「ストックホルム市立図書館」 - Akalla mobila図書館 - Alviks図書館 - Aspuddens図書館 - Bagarmossens図書館 - Björkhagens図書館 - Blackebergs図書館 - Bredängs図書館 - Brommaplans図書館 - Enskede図書館 | - Farsta図書館 - Fruängens図書館 - Gröndals図書館 - Gubbängens図書館 - Hagsätra図書館 - Hjorthagens図書館 - Hornstulls図書館 - Husby図書館 - Hässelby gårds図書館 - Hässelby villastads図書館 | - Högdalens図書館 - Kista図書館 - Kungsholmens図書館 - Luma図書館 - Medborgarplatsens図書館 - Rinkeby図書館 - Skarpnäcks図書館 - Skärholmens図書館 - Sköndals図書館 - Slussens図書館 | - Spånga図書館 - Stora Essingens図書館 - Sture図書館 - Telefonplans図書館 - Tensta図書館 - Vällingby図書館 - Årsta図書館 - Älvsjö図書館 - Örby図書館 - Östermalms図書館 |

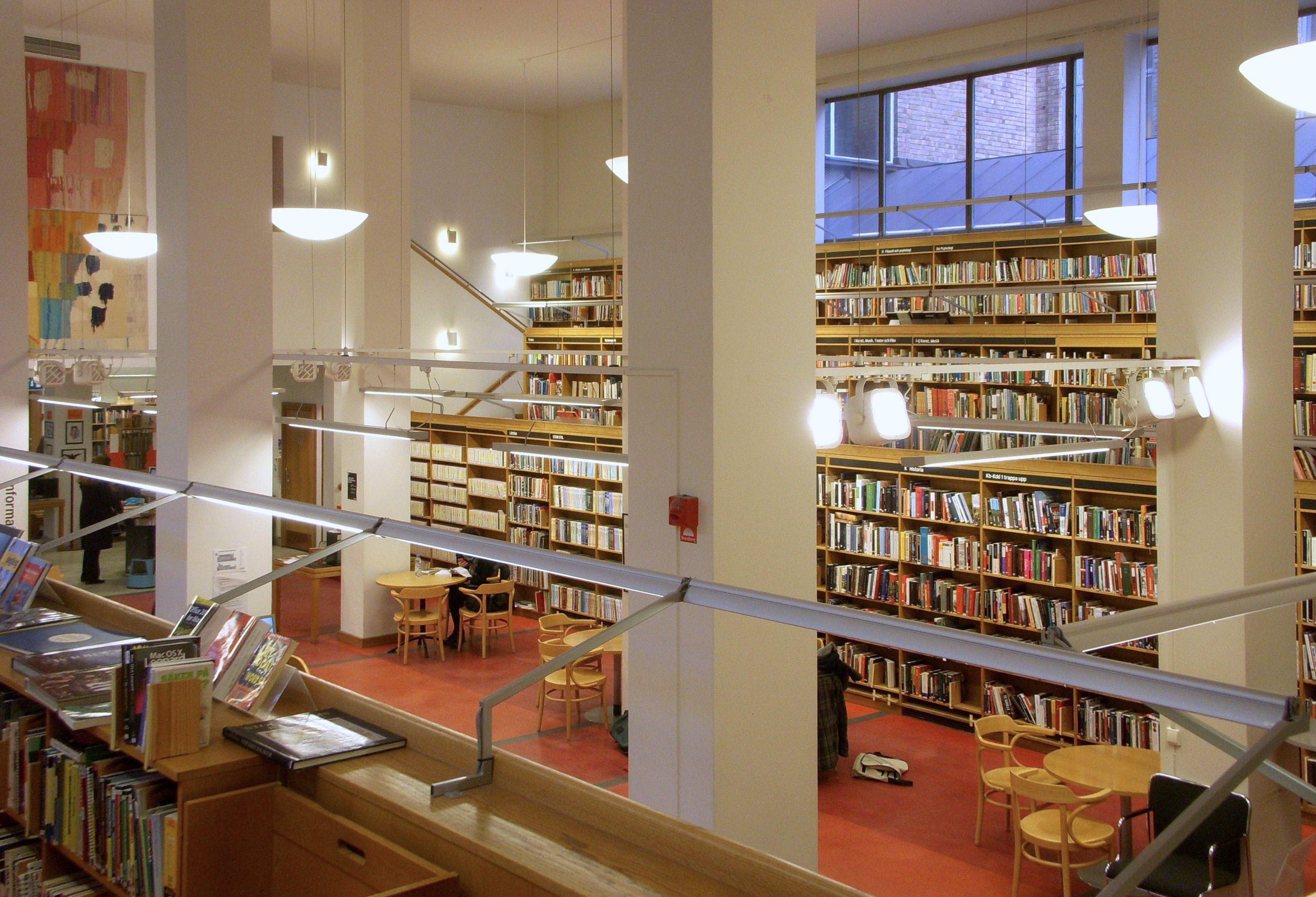
Medborgarplatsens図書館
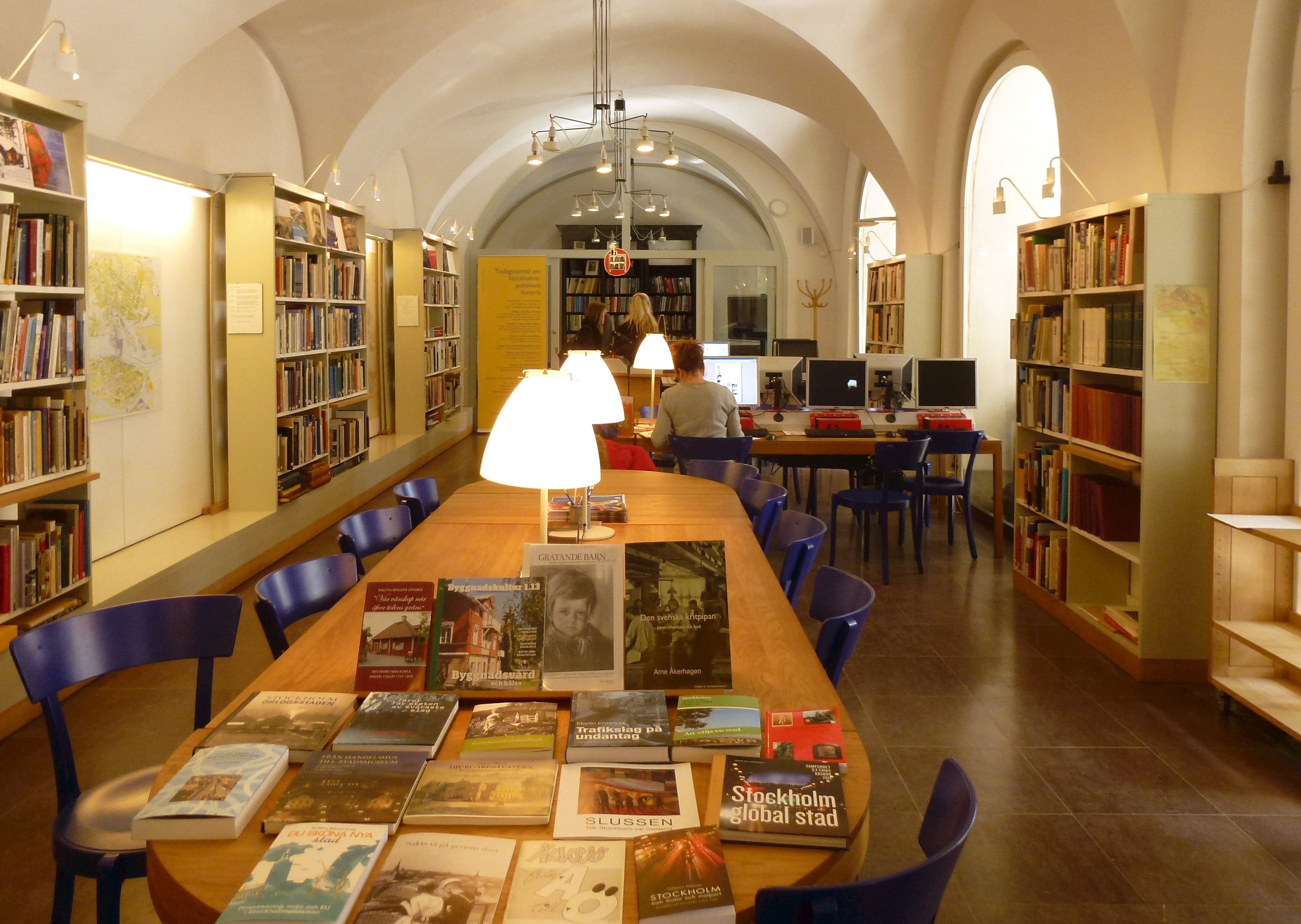
Slussens図書館
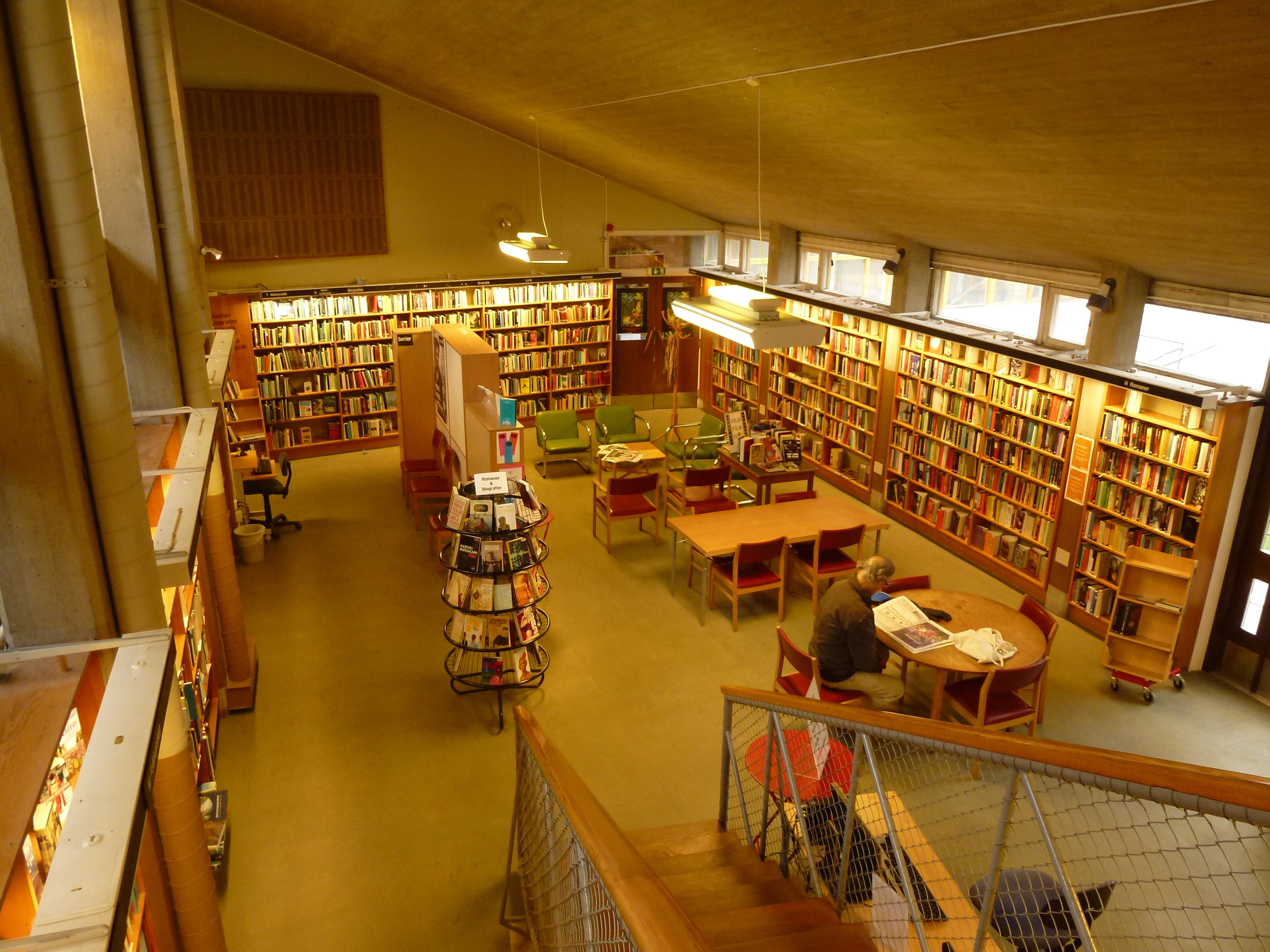
Årsta図書館

## 文献
- 伊藤大介『図説 北欧の建築遺産』河出書房新社、2010年。
- スチュアート・レーデ『アスプルンドの建築 北欧近代建築の黎明』樋口清・武藤章（共訳）、鹿島出版会、1982年。
- 和田菜穂子『北欧建築紀行 幸せのかけらを探して』山川出版社、2013年。
- 『モダニスト再考「海外編」 建築の20世紀はここから始まった』彰国社、2016年。